# Pozo Espinos

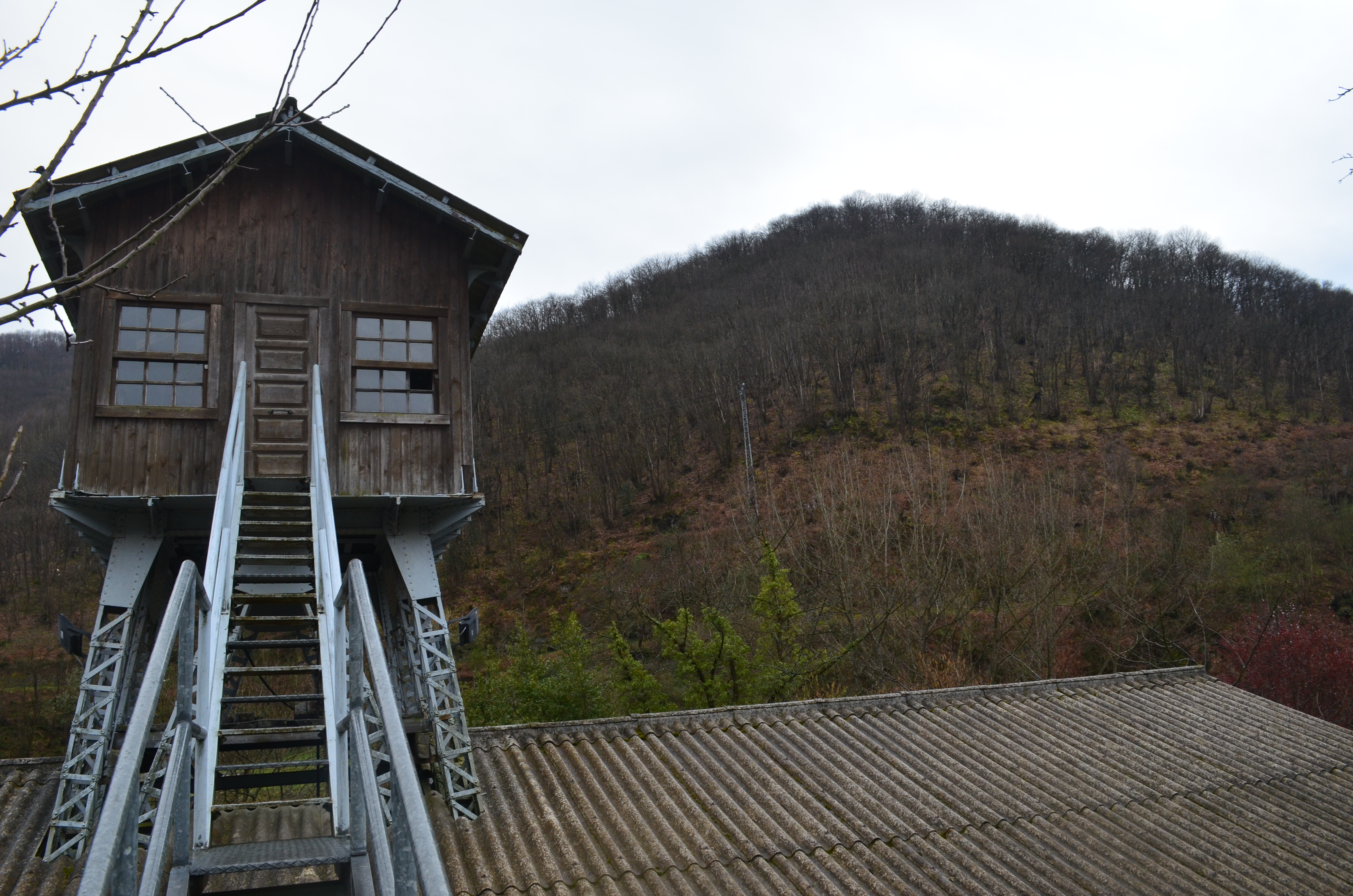
Castillete del Pozo Espinos

El Pozo Espinos (conocido también como Pozu Espinos) es una antigua explotación minera del Turón, en el municipio asturiano de Mieres (España). Ya clausurada, alberga un centro de interpretación museístico.

## Descripción
El pozo Espinos fue construido en 1927 por la empresa vasca Hulleras de Turón aunque el denominado Grupo Espinos se explotaba desde 1906. En 1967 se integra en Hunosa y pasa a ser un pozo auxiliar, manteniendo su actividad durante unos pocos años más. El pozo destaca por su original torre de extracción, cuya maquinaria está oculta en una caseta de madera coronando el castillete de siete metros.
Hoy existe una empresa con el nombre del pozo, especializada en la gestión del patrimonio arquitectónico y con sede en Mieres.

### Museo
La lampistería del pozo alberga el centro de interpretación del pozo y del paisaje minero de Mieres. Del mismo modo, puede accederse a la caseta del castillete y visitar el pabellón de embarque, donde se encuentra una jaula restaurada. Junto al pozo se conserva un puente de hierro con vagonetas, empleado para un antiguo ferrocarril minero, y un mirador subterráneo en la escombrera.